# Ulica bp. Jana Prandoty w Krakowie
Ulica bp. Jana Prandoty – ulica w Krakowie, w dzielnicy I Stare Miasto, na Warszawskim.
Łączy aleję 29 Listopada z ulicą Rakowicką. Jest jednojezdniowa.

## Historia
W 1912 roku Rada Miasta Krakowa nadała ulicy obecną nazwę. Wcześniej trakt funkcjonował jako bezimienna droga, określana potocznie drogą koło Czarnego Osła. Owa nazwa pochodziła od dawnej, istniejącej w jej pobliżu restauracji „Pod Czarnym Osłem”.

## Przebieg
Ulica rozpoczyna się przy skrzyżowaniu z al. 29 Listopada. Biegnie następnie na południowy wschód w kierunku skrzyżowania z ulicą Rakowicką, gdzie kończy swój bieg. Wzdłuż całej swej długości oddziela od siebie cmentarze Rakowicki oraz Wojskowy.
Ulicę tworzy dwupasmowa jezdnia, z poprowadzonymi wzdłuż niej chodnikami dla pieszych. Ponadto, przy fragmencie ulicy wytyczony jest parking samochodowy.

## Galeria

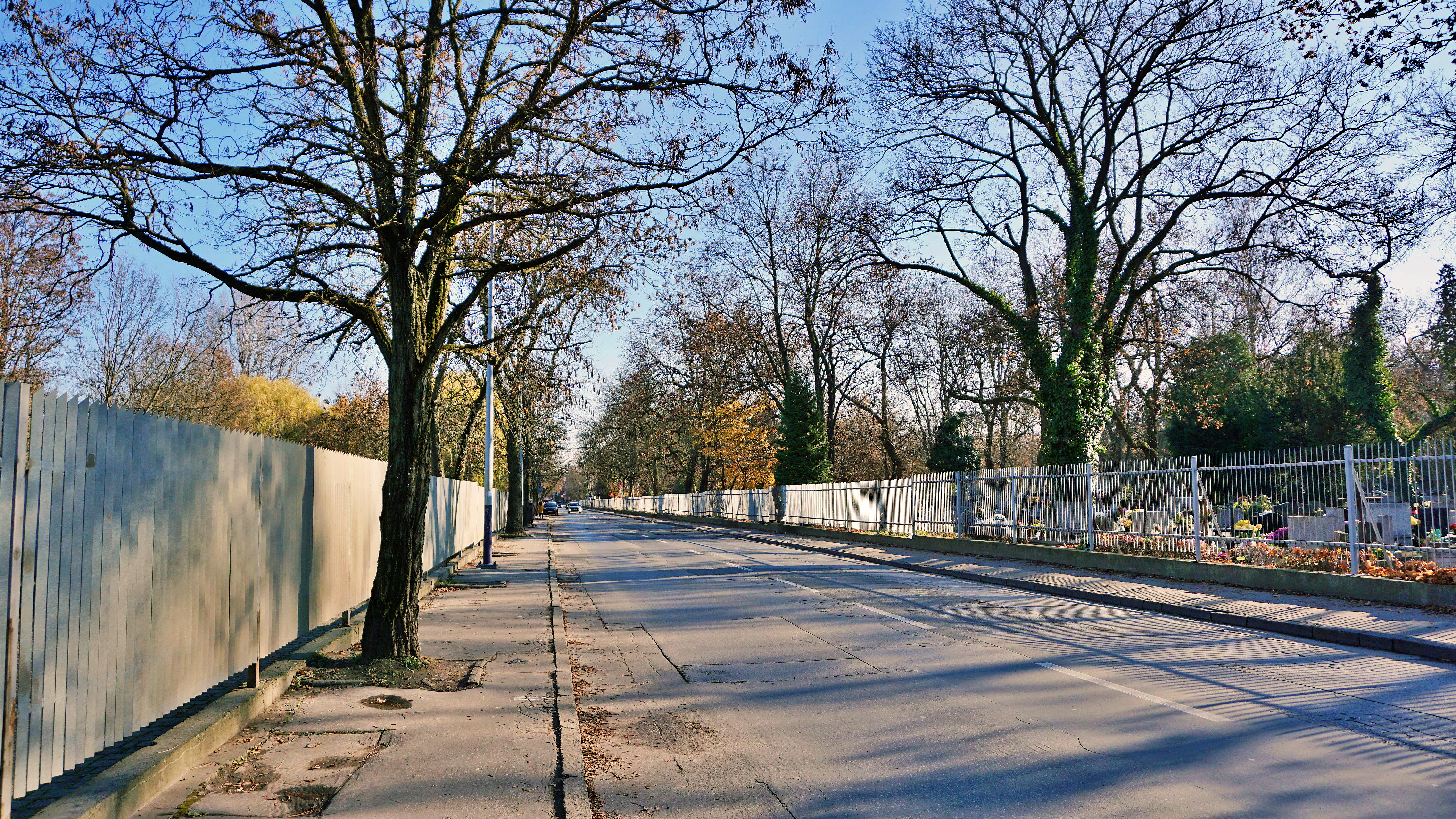
Widok na wschód od alei 29 Listopada